# پل بیکن (بازیکن فوتبال)
پل بیکن (انگلیسی: Paul Bacon؛ زادهٔ ۲۰ دسامبر ۱۹۷۰) بازیکن فوتبال اهل بریتانیا است.
از باشگاه‌هایی که در آن بازی کرده‌است می‌توان به باشگاه فوتبال چارلتون اتلتیک و باشگاه فوتبال داگنم و ردبریج اشاره کرد.